# Grad Krapina
Grad Krapina se je kot srednjeveška mogočna trdnjava nahajal na severovzhodni vzpetini nad sedanjim mestom Krapina v Hrvaškem Zagorju. Porušil se je v 18. stoletju. Do njegovih ruševin je mogoč dostop iz glavne mestne ulice po Starogradski ulici. Od velikega grajskega kompleksa je ohranjena le ena zgradba, v kateri je stalna razstava »Hrvaško srednjeveško bansko in saborsko mesto Krapina«.  

## Zgodovina
Grad ali utrdba Krapina se v zgodovinskih virih prvič omenja leta 1330 kot castrum Crapuna, ko je bil njen lastnik Peter Gising. Čeprav se grad prvič omenja šele v 14. stoletju, zgodovinarji menijo, da je bil zgrajen sredi 13. stoletja. Hrvaški zgodovinar Drago Miletić meni , da je nastal po letu 1247, saj je tega leta ogrski kralj Béla IV. v neki listini dovolil Farkašu, sinu zagorskega župana Tomaža “de Zagoria”, dovolil, da si zgradi lastne gradove. Po Đuru Szabo, pa naj bi bil grad Krapina zgrajen pred letom 1222, ko se omenja županija »de Crapuna«, ki je gotovo imela svoj grad. Sam kraj pa se v listina prvič omenja za časa kralja Bele III. leta 1193. 

V 13. stoletju se grad omenja pod občim imenom »castrum Zagoria, Zaguria in Zeghuria«. Na tem gradu je v času tatarskega navala bival neki Andronik sin Andreja iz plemena Kádarkaluza, ki se je bojeval proti Ptujskim gospodom. 1248 je z gradom upravljal sam ban Štefan Babonić, ki je leta 1454 postal kapetan Štajerske. Leta 1262 je kralj Bela IV. podaril posest zagorskega gradu (castri Zaguria) nekemu Ivanu sinu Ivana, verjetno gre za sina Ivana Gisinga. Po Gisingih  po letu 1330 je bil grad in gospoščina v rokah ogrskega kralja Ludvika I. kot kraljevski grad pod upravo banov ali kraljevih kastelanov. Leta 1347 kralj Ludvik I. podeli Krapini trške pravice in odnose do gradiščana v gradu. Leta 1353 je upravljal s krapinskim gradom slavonski ban Štefan, mlajši brat kralja Ludvika.
V listinah pa lahko natančneje sledimo zgodovini gradu in gospoščine od oktobra leta 1397, ko je ogrski kralj Sigismund Luksemburški podaril celjskemu grofu Hermanu II. celotno Zagorsko grofijo in utrdbe in gradove v njej, me njimi tudi Krapino.  Grad Krapino je za svoj sedež v letih okoli 1422 imel Friderik II. z ženo Elizabeto grofico Frankopansko. V posesti Celjskih je ostal do izumrtja zadnjega Celjana po moški liniji Ulrika II. leta 1456. Celjski so na gradu imeli svoje kastelane, vendar so se na gradu kot upravnem središču svoje zagorske posesti tudi večkrat zadrževali in na njem izdajali listine. Herman II. je tako na tem gradu izdal več darilnih listin (za samostan Pleterje 1427 in 1433, za samostan Žiče 1429); knez Ulrik pa leta 1455 darilno listino za pavlinski samostan v Lepoglavi.

Po izumrtju Celjskih gospostvo in grad Krapina krajši čas posedovala vdova kneginja Katarina Branković, ki pa ga je kmalu prodala Janu Vitovcu, ki ga je ogrski kralj Vladislav posmrtni postavil za bana in glavnega kapitana hrvaške vojske. Po smrti kralja Vladislava in ko del madžarskih magnatov, med njimi tudi Vitovec, za kralja izberejo cesarja Maksimilijana I. Habsburškega mu ta kot ogrski kralj potrdi posest in grad Krapino (geslos Kreppin) s pravico da ga odkupi. Po uveljavitvi kralja Matija Korvin leta 1463 je Vitovec na strani novega kralja in obdrži grad in posest Krapina. Po smrti ga v Krapini za kratek čas nasledita sinova Jurij in Ivan. Po prestopu Viljema Vitovca grofa zagorskega na stran cesarja ogrski kralj Matija Korvin obtoži njuna brata, da sta bila tajna zaveznika nemškega cesarja Maksimilijana I. Habsburškega in ju obtoži izdajstva, in jima grad in posestvo, kot vsa druga,  odvzame in podari svojemu nezakonskemu sinu Ivanu Korvinu, ki 1504 umre, edini sin pa leta 1506.

Vdova Beatrica Frankopanska se v drugo poroči s knezom Georgom Brandeburškim, ki leta 1514 postane lastnik Kostela.  Ta ga leta 1523 proda hrvaškemu plemiču banu Jajca Petru Kegleviću Bužimskemu skupaj z gradom Kostel za 13.000 forintov. Hrvaška plemiška družina Keglević iz Bužima je  na gradu Krapina tako našla enega svojih novih sedežev za cela stoletja, potem ko je morala  pred Turki zapustiti svoje posesti v Bosni v okolici Bihaća. Že naslednje leto pa Keglevič polovico tega imetja proda Mihaelu Imbrekoviču (Imbrefy), ki po delitvi celote prevzame gospostvo in grad Krapino. Po smrti slednjega se njegova vdova poroči z Vukom Frankopanom Brinjskim, ki leta 1534 prevzame posest Krapine. Leta 1536 grad podeduje Luka Sekelj iz Ormoža. Kasneje so Kegleviči pridobili polovico gradu nazaj in bili v sporih polnih 50 let z družino Sekelj. Leta 1610 je Friderik Sekelj svojo polovico Krapine predal Keglevićem.

Keglevići ostanejo lastniki posesti Krapine vse do konca 19. stoletja, ko zadnji Keglević gospostvo proda baronu Lichtenbergu. Že konec 17. stoletja Keglevići gradu več ne uporabljajo in trdnjava Krapina se do konca 18. stoletja spremeni v ruševine.